# Автомагистрала D3 (Чехия)
Автомагистрала D3 (на чешки: Dálnice D3), Будейовицка автомагистрала (на чешки: Budějovická dálnice) е строящ се чешки магистрален автомобилен път, който съединява Прага с Южночешкия край и Линц. Планираната дължина е 171 km, от които към средата на 2017 г. са построени 42.

## История
Строителството на пътя започва през 1988 г. с участъка от обходния път край град Табор, с дължина 3,5 km. След завършването му през 1991 г., участъкът не е обозначен като автомагистрала (това става през 2013 г., когато е достроено продължението на юг). Продължението на север е започнато през 1991 г. и през 1994 г. са открити още 2 km в полуконфигурация (едно общо платно за придвижване и в двете посоки). Втората част на платното е завършена през 2004 – 2005 г. През 2007 г. е открит още един участък на север до границата със Средночешкия край, чиито последни 1,7 km до 2009 г. също са в полуконфигурация. За маршрута на продължението на трасето на север се водят спорове. През 2013 г. е открит участъка от пътя южно от Табор с дължина 25 km. През 2015 г. е планирано продължението на строителството на юг към град Ческе Будейовице.

### Описание
Построената част започва от селището Мезно на южната граница на Средночешкия край, откъдето води на юг и скоро пресича границата с Южночешкия край. Там обхожда от изток градовете Табор, Сезимово Усти и Собеслав. Построеният участък завършва край Весели над Лужници.